# Originals (álbum)
Originals es un álbum de estudio póstumo del músico estadounidense Prince, publicado el 7 de junio de 2019.

## Antecedentes
Luego de Piano & Microphone 1983, Originals se considera el segundo disco de estudio póstumo de Prince, y el tercero, si se tiene en cuenta al recopilatorio 4Ever.
La premisa del álbum es básicamente la recopliación de algunos trabajos de otros artistas, escritos por Prince, pero en su versión original e inédita, cantada por el artista, de ahí su nombre Originals u Originales, en español.

### Mecenazgo
Prince apadrinó a varios artistas a lo largo de su carrera, gracias a una cláusula en su contrato con Warner Bros, lo que le permitió crea un grupo de artistas a quienes producía y componía, y con los que colaboró tiempo después.
Para impulsar la carrera de sus artistas, Prince produjo sus propias canciones bajo seudónimos, logrando así que su imagen pasara desapercibida y sus artistas no fueran opacados por su ya descomunal talento y fama.

### Grabación
El disco se compone de canciones que fueron grabadas en varias etapas de la vida musical de Prince. La mayoría de las canciones fueron terminadas en la Purple House, la casa que adquirió el músico en Kiowa Trail en Chanhassen, Minessota, y donde vivió su padre luego de su muerte. Otras canciones fueron grabadas en los estudios Sunset Sound, en Los Ángeles.

## Lanzamiento
El álbum se lanzó el 7 de junio de 2019, en el que sería el 61° cumpleaños del artista. La compilación del disco corrió por cuenta de los también artistas Jay-Z y Troy Carter, de Atom Factory, autorizados por los herederos de Prince.

## Contenido
El tracklist está compuesto por canciones escritas e interpretadas por Prince, que fueron dadas por él a otros artistas.

### Sex Shooter
La canción originalmente fue publicada por el trío de chicas Apollonia 6, en su álbum homónimo de 1984. La vocalista principal del grupo, Apollonia, actuó junto a Prince en Purple Rain ese mismo año.

### Make Up
Su versión publicada fue lanzada por otra de las amigas íntimas y protegidas del artistaː Vanity 6.

### You're My Love
Sin duda, una gran sorpresa. Fue publicada en 1986 por Kenny Rogers, siendo insospechable que Prince fuera su autor, ya que la canción cambió del clásico Funk del Príncipe Purpúreo al estilo Nashville de Rogers.

### Baby You're a Trip
Fue escrita para Jill Jones, y se dice que Prince se inspiró en la artista cuando ella estaba husmeando en su diario, luego de que Su Majestad Púrpura husmeara en el de ella.

### Holly Rock
Fue dada por Prince a Shelia E., quien la publicó como parte de la banda sonora de Krush Groove. Este sería el segundo single del álbum.

### Nothing Compares 2 U
La canción fue un éxito en la voz de la irlandesa Sinead O'Connor, y fue publicada en su álbum I do not want what I haven't got, de 1990. Sin duda la canción más exitosa hecha por Prince y cedida a otro artista. También fue grabada por The Family.

## Lista de canciones
Todas las canciones escritas por Princeː
| N.º | Título                          | Original artist             | Duración |  |
| 1.  | «Sex Shooter»                   | Apollonia 6                 | 3:06     |  |
| 2.  | «Jungle Love»                   | The Time                    | 3:04     |  |
| 3.  | «Manic Monday»                  | The Bangles                 | 2:51     |  |
| 4.  | «Noon Rendezvous»               | Sheila E.                   | 3:00     |  |
| 5.  | «Make-Up»                       | Vanity 6                    | 2:27     |  |
| 6.  | «100 MPH»                       | Mazarati                    | 3:30     |  |
| 7.  | «You're My Love»                | Kenny Rogers                | 4:24     |  |
| 8.  | «Holly Rock»                    | Sheila E.                   | 6:38     |  |
| 9.  | «Baby, You're a Trip»           | Jill Jones                  | 5:51     |  |
| 10. | «The Glamorous Life»            | Sheila E.                   | 4:12     |  |
| 11. | «Gigolos Get Lonely Too»        | The Time                    | 4:41     |  |
| 12. | «Love... Thy Will Be Done»      | Martika                     | 4:07     |  |
| 13. | «Dear Michaelangelo»            | Sheila E.                   | 5:22     |  |
| 14. | «Wouldn't You Love to Love Me?» | Taja Sevelle                | 5:56     |  |
| 15. | «Nothing Compares 2 U»          | The Family, Sinead O'Connor | 4:40     |  |